# Vîsoțk, Dubrovîțea
Vîsoțk (în ucraineană Висоцьк) este localitatea de reședință a comunei Vîsoțk din raionul Dubrovîțea, regiunea Rivne, Ucraina.

## Demografie
Componența lingvistică a localității Vîsoțk
     Ucraineană (99,15%)
     Alte limbi (0,72%)
Conform recensământului din 2001, majoritatea populației localității Vîsoțk era vorbitoare de ucraineană (99,15%), existând în minoritate și vorbitori de alte limbi.